# 土屋貞綱
土屋 貞綱（つちや さだつな）は、戦国時代の武将。駿河国の今川氏、後に甲斐武田氏の家臣で海賊衆。『甲陽軍鑑』によれば駿河の岡部氏の一族で、通称は忠兵衛。後に姓を土屋に改める。豊前守。貞綱は「土屋備前守直規」と称したとする記録もあるが、これは誤りであることが指摘される。

## 略歴
当初は伊丹康直と共に水軍を率いて今川氏に仕えた。「武田法性院信玄公御代惣人数事」『甲陽軍鑑』に拠れば船12艘・同心50騎を指揮していたという。ただし、安宅船は所有していない。永禄11年（1568年）からの武田氏の駿河侵攻により主君の今川氏が遠江国へ逃亡すると、他の今川旧臣らと同様に武田氏に降った。この頃、武田信玄は北条氏の伊豆水軍から間宮武兵衛、造酒丞兄弟を引き抜き、貞綱を武田の水軍大将に据えた。
『甲陽軍鑑』に拠れば、信玄は永禄12年（1569年）に貞綱に対して土屋姓を与えて土屋忠兵衛と名乗らせ、備前守の受領と与えた、とされるがこれは他の史料からは確認されていない。永禄13年（1570年）2月の史料では岡部備前守と土屋備前守の双方の名乗りが併用されており、この頃に土屋姓に改姓したと考えられている。武田家中では譜代家老・金丸虎義の次男である昌続（昌次）が土屋氏の名跡を継承しており、昌続は永禄11年（1568年）頃に土屋姓に改姓している。貞綱には実子がなく、『甲陽軍鑑』に拠れば昌続実弟の昌恒（惣三）が貞綱の養子になったとされる。
永禄13年（1570年）2月には新規に築城された駿河湾に面する清水城 (駿河国)（静岡市清水区本町）に入り、水軍を編成した。この頃貞綱は伊勢国から向井正綱と小浜景隆を招聘した。駿河・遠江において所領を持ち、元亀3年（1572年）時点で（航海・海上交易の要所である）遠江国御前崎（静岡県御前崎市）において地頭となっている。
天正3年（1575年）5月21日、貞綱と土屋昌続が長篠の戦いで共に討死したため、土屋昌恒が貞綱・昌続双方の家臣団を継承している。